# Géographie du Koweït
Le Koweït consiste pour la plupart en désert avec peu de différence d'altitude. C'est le seul pays dans le monde à ne disposer d'aucun lac ou de réservoir naturel d'eau.
La baie de Koweït constitue le seul bon port naturel du fond du golfe Persique. Ses eaux profondes, son accès facile, contrastent avec l'incommodité du Chatt-el-Arab et de Bassorah.
Il a dix îles, la plus grande étant celle de Bubiyan, qui est liée au continent par un pont.
Les îles sont :
- Île d'Auhah (0,35 km2)
- Île de Bubiyan (863 km2)
- Île de Failaka (20 km2)
- Île de Kubbar (0,11 km2)
- Île de Miskan (0,75 km2)
- Île de Qaruh (0,035 km2)
- île de Shuwaikh (0,012 km2)
- Île de Umm al Maradim (0,65 km2)
- Île de Umm an Namil (0,30 km2)
- Île de Warbah (0,37 km2)

Le Koweït dispose d'un climat continental variable. Les étés (avril à octobre) sont extrêmement chauds et secs avec des températures excédant 51 °C (124 °F) dans la ville du Koweït. Les hivers (novembre à février) sont frais avec des précipitations limitées et des niveaux de température chutant en dessous de 21 °C (70 °F). La saison de printemps est fraîche et plaisante.
La plupart des villes du pays se situent en bord de mer ou à proximité.